# Kanton Garges-lès-Gonesse-Est
Der Kanton Garges-lès-Gonesse-Est war von 1967 bis 2015 ein französischer Wahlkreis im Arrondissement Sarcelles im Département Val-d’Oise und in der Region Île-de-France; sein Hauptort ist Garges-lès-Gonesse.

## Gemeinden
Der Kanton besteht aus einem Teil der Stadt Garges-lès-Gonesse und einer weiteren Gemeinde. Die nachfolgenden Zahlen sind jeweils die gesamten Einwohner der Orte. Im Kanton leben etwa 21.500 Einwohner von Garges-lès-Gonesse.
| Gemeinde           | Einwohner Jahr | Fläche km² | Bevölkerungsdichte | Postleitzahl | Code INSEE |
| ------------------ | -------------- | ---------- | ------------------ | ------------ | ---------- |
| Bonneuil-en-France | 825 (2013)     | –          | – Einw./km²        | 95500        | 95088      |
| Garges-lès-Gonesse | 41782 (2013)   | –          | – Einw./km²        | 95140        | 95268      |

## Bevölkerungsentwicklung
| 1990   | 1999   | 2006   | 2011   |
| ------ | ------ | ------ | ------ |
| 24.086 | 23.052 | 22.497 | 22.154 |